# میرکو سورینی
میرکو سورینی (انگلیسی: Mirco Severini؛ زادهٔ ۲۱ آوریل ۱۹۹۷) بازیکن فوتبال است.
از باشگاه‌هایی که در آن بازی کرده‌است می‌توان به باشگاه فوتبال چزنا اشاره کرد.